# Europejskie Letnie Igrzyska Olimpiad Specjalnych 2010

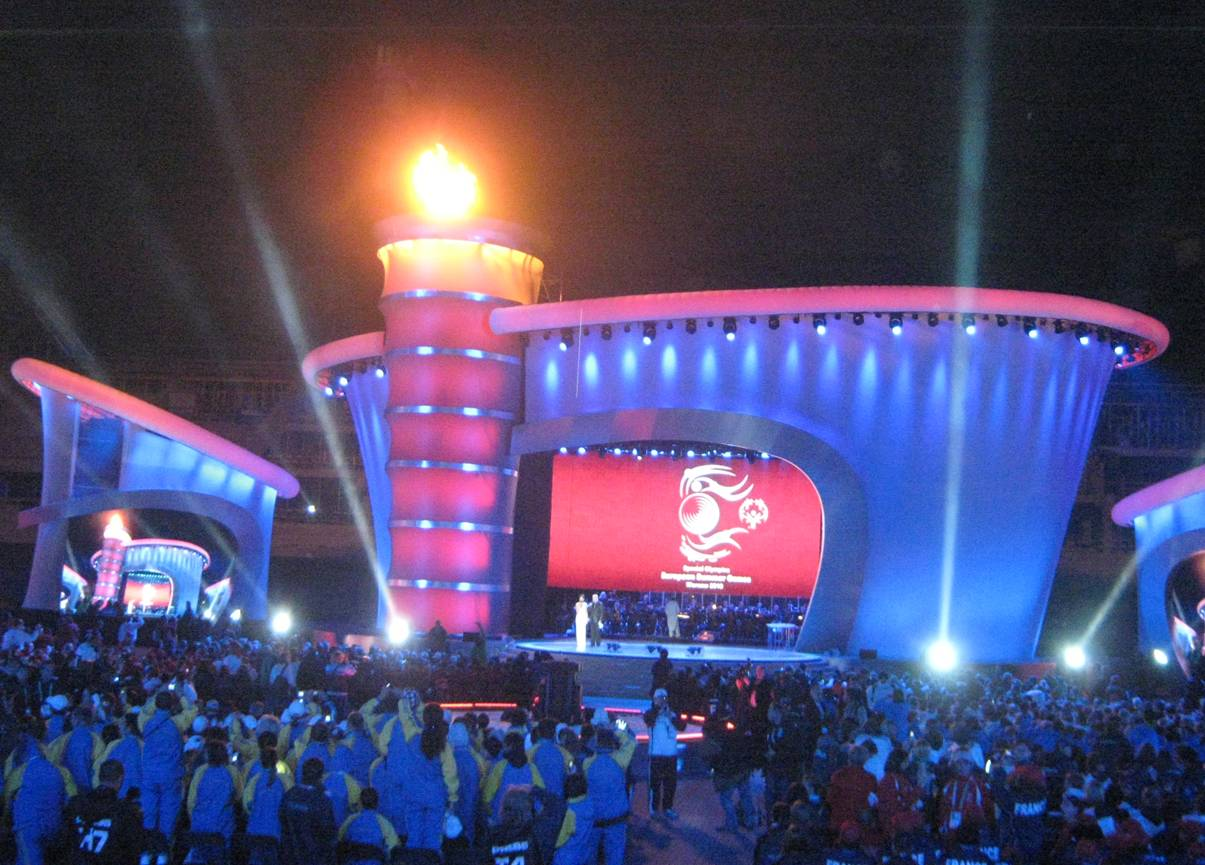
Zapalenie znicza olimpijskiego podczas ceremonii otwarcia ELIOS2010 w Warszawie

Europejskie Letnie Igrzyska Olimpiad Specjalnych 2010 (ELIOS2010) – zawody sportowe dla zawodników Olimpiad Specjalnych, które zostały rozegrane od 18 do 24 września 2010 roku w Warszawie. Pierwszy raz w historii impreza odbyła się w tym regionie Europy.
Igrzyska są organizowane przez Fundację ELIOS2010 powołaną przez stowarzyszenie Olimpiady Specjalne Polska. Olimpiady Specjalne to międzynarodowa organizacja sportowa, która powstała z inicjatywy Eunice Kennedy Shriver w 1968 roku w USA. Misją Olimpiad Specjalnych jest organizowanie całorocznych treningów i zawodów sportowych w różnych dyscyplinach sportu dla dzieci i dorosłych z niepełnosprawnością intelektualną. Celem tych działań jest zapewnienie im możliwości lepszego rozwoju sprawności fizycznej, wykazywania się odwagą, odczuwania radości i dzielenia się talentami, umiejętnościami i przyjaźnią ze swoimi rodzinami, innymi zawodnikami i społecznością lokalną. Podczas 40 lat swego istnienia, ruch Olimpiad Specjalnych objął swoim zasięgiem 180 państw i prawie 3 miliony zawodników i drugie tyle trenerów, działaczy, wolontariuszy i członków społeczeństwa.
W Europejskich Letnich Igrzyskach Olimpiad Specjalnych wzięło udział 1500 sportowców, reprezentujących 57 programów narodowych z Europy i Eurazji.
Zawodnicy rywalizowali w 9 dyscyplinach sportowych (lekkoatletyka, tenis stołowy, piłka nożna 7-osobowa kobiet, koszykówka zunifikowana (drużyny łączone zawodników pełnosprawnych i niepełnosprawnych), tenis ziemny, trójbój siłowy, bowling, jazda na wrotkach, badminton oraz 1 dyscyplinie pokazowej MATP (Program Treningu Aktywności Motorycznej).
Zawody odbyły się na sześciu warszawskich obiektach m.in. AWF, SGGW, Torwar.
Instytucją wspierającą Igrzyska było Ministerstwo Sportu i Turystyki Rzeczypospolitej Polskiej.

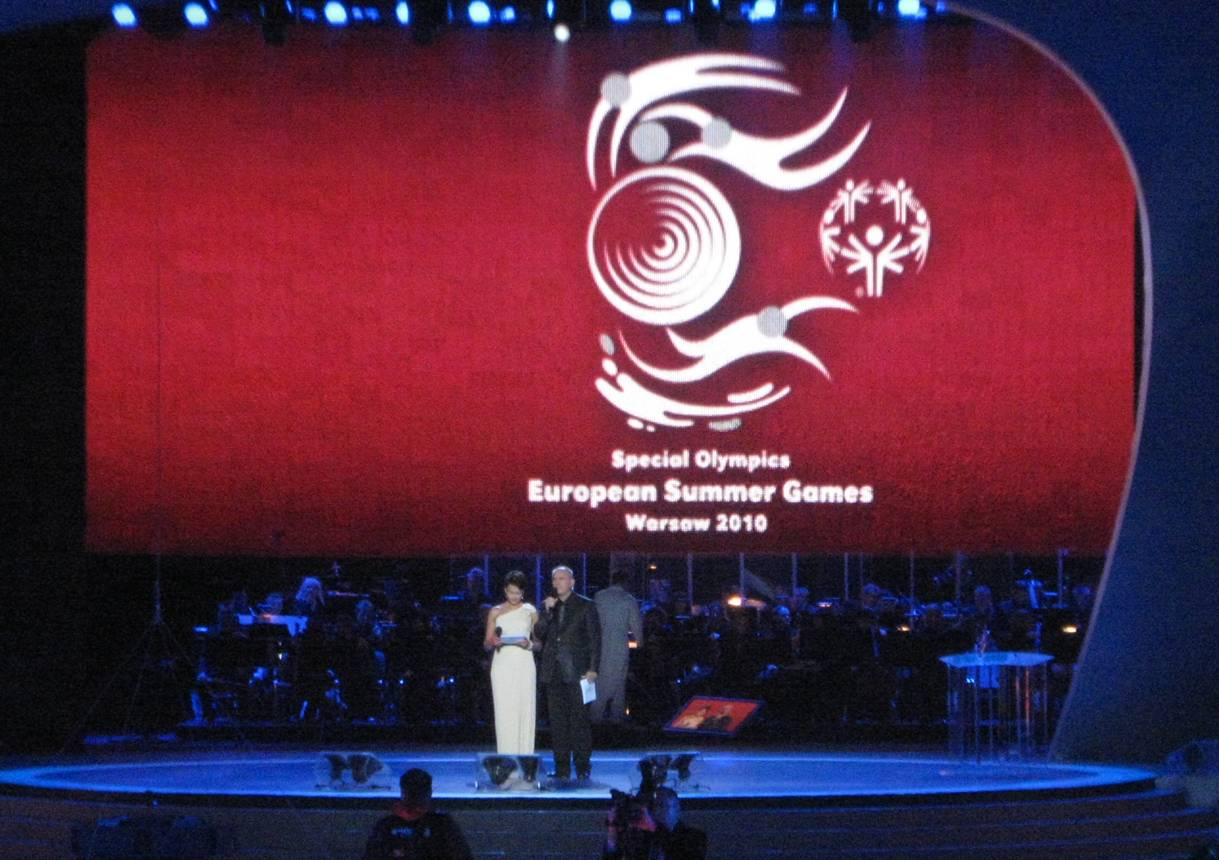
Michał Olszański i Anna Popek podczas ceremonii otwarcia

Misją ELIOS2010 była przede wszystkim zmiana nastawienia polskiego społeczeństwa do osób z niepełnosprawnością intelektualną. Ambasadorami ELIOS2010 są m.in. słynni aktorzy, sportowcy i dziennikarze m.in.: Joanna Brodzik, Bogusław Linda, Piotr Adamczyk, Leszek Blanik, Maja Włoszczowska, Jerzy Makula czy Michał Olszański.
Organizacją Igrzysk zajmowała się specjalnie powołana do tego celu Fundacja Europejskich Letnich Igrzysk Olimpiad Specjalnych 2010 (ELIOS2010). Wydarzenie wspiera Ośrodek Informacji ONZ. W celu przeniesienia ducha Olimpiad Specjalnych do innych rejonów Polski oficjalne otwarcie Igrzysk poprzedzi wizyta wszystkich reprezentacji w 56 polskich miastach (15-17 września 2010). Program ma na celu aklimatyzację sportowców z Europy i Eurazji w Polsce oraz aktywizację i integrację lokalnej społeczności w ramach programów kulturalno-rozrywkowych. Do każdego z miast zawita Bieg z Pochodnią Ognia Nadziei. Dwuipółgodzinna Ceremonia Otwarcia Igrzysk odbyła się na stadionie Legii w Warszawie, a zamknięcie nastąpi na Torwarze. Organizator zaangażuje około 2000 wolontariuszy. Widownia Igrzysk może sięgnąć 50 000 osób.
Miasto stołeczne Warszawa było głównym partnerem Igrzysk.